# Aneboda landskommun
Aneboda landskommun var en tidigare kommun i Kronobergs län.

## Administrativ historik
Landskommunen inrättades i Aneboda socken i Norrvidinge härad i Småland när 1862 års kommunalförordningar trädde i kraft 1863. Den upphörde vid kommunreformen 1952, då den gick upp i Lammhults landskommun. Sedan 1971 tillhör området Växjö kommun.

## Politik

### Mandatfördelning i Aneboda landskommun 1938-1946
| 9 | 11 |

| 19 |

| 11 | 9 |

| 18 |

| 11 | 3 | 3 | 3 |

| 19 |